# Chester I. Long
Chester Isaiah Long, född 12 oktober 1860 i Perry County, Pennsylvania, död 1 juli 1934 i Washington, D.C., var en amerikansk republikansk politiker. Han representerade delstaten Kansas sjunde distrikt i USA:s representanthus 1895–1897 och 1899–1903. Han representerade Kansas i USA:s senat 1903–1909.
Long flyttade 1865 till Missouri och 1879 till Kansas. Han arbetade först som lärare och studerade juridik. Han inledde 1885 sin karriär som advokat i Kansas. Han var ledamot av delstatens senat 1889–1893.
Long besegrade sittande kongressledamoten Jerry Simpson i kongressvalet 1894. Han ställde upp för omval i kongressvalet 1896 men förlorade mot populisten och företrädaren Simpson. Long bestämde sig för att ställa upp på nytt i kongressvalet 1898. Den gången vann han igen mot Simpson. Long omvaldes 1900. Han efterträdde sedan 1903 William A. Harris som senator för Kansas. Han efterträddes 1909 i senaten av Joseph L. Bristow.
Long avled 1934 och han gravsattes på Old Mission Cemetery i Wichita.